# Departamento de Educación (Reino Unido)
El Departamento de Educación (Department for Education, DfE) es un departamento ministerial del Gobierno de Su Majestad responsable de la protección de la infancia, de la educación (ya sea obligatoria, superior o permanente) y de la formación profesional de Inglaterra. El Departamento de Educación se crea en 1992, aunque existía previamente con el nombre de Departamento de Educación y Ciencia. En 1995 se fusionó con el Departamento de Empleo para convertirse en Departamento de Educación y Empleo.

## Historia
El DfE se creó el 12 de mayo de 2010 por el gobierno entrante de Cameron, asumiendo las responsabilidades y los recursos del Departamento para Infancia, Escuelas y Familias (DCSF). En junio de 2012, el Departamento de Educación cometió una infracción de la ley de Protección de Datos por un fallo de seguridad en su página web, que hizo públicas las direcciones de correo electrónico, las contraseñas y los comentarios de personas que respondieron a la consulta de los documentos disponibles para su descarga.
En julio de 2016, el Departamento asumió las responsabilidades de educación superior y de formación del disuelto Departamento de Negocios, Innovación y Habilidades.

### Departamentos precedentes
- Comité del Consejo Privado del Reino Unido para la Educación, 1839-1899
- Departamento de Educación, 1856-1899
- Junta de Educación, 1899-1944
- Ministerio de Educación, 1944-1964
- Departamento de Educación y Ciencia, 1964-1992
- Departamento de Educación, 1992-1995
- Departamento de Educación y Empleo (DfEE), 1995-2001
- Departamento de Educación y Habilidades (dfes, o), 2001-2007
- Departamento para Infancia, Escuelas y Familias (DCSF), 2007-2010

## Responsabilidades
El departamento está dirigido por el Secretario de Estado de Educación. La Secretaria Permanente desde diciembre de 2020 es Susan Acland-Hood. El DfE es responsable de todos los tramos de educación, de los servicios para la infancia, la educación superior y la formación profesional en Inglaterra, así como la política de igualdad. El departamento anterior empleaba a 2.695 personas en abril de 2008 y, en junio de 2016, el DfE había reducido su plantilla a 2.301 personas. En 2015, el DfE tuvo un presupuesto de £ 58.200 millones, que incluye £ 53.600 millones de gasto en recursos y £ 4.600 millones de inversiones de capital.

## Ministros
El Departamento de Educación se estructura en los siguientes ministerios:
| Ministro de        | Título                                                                 | Funciones |
| ------------------ | ---------------------------------------------------------------------- | --- |
| Gillian KeeganMP   | Secretaria de Estado de Educación                                      | Responsabilidad general del departamento; asistencia social de la infancia; contratación de personal; currículo escolar; mejora de los centros educativos; la educación superior, así como la formación profesional y las competencias profesionales. |
| Nick Gibb MP       | Ministro de Estado para la Normativa Escolar                           | Selección de profesorado y directivos de los centros educativos (incluyendo formación inicial del profesorado, formación continua, cualificación y desarrollo profesional); apoyo a la alta calidad de los cuerpos docentes y reducción de la burocratización y carga de trabajo; Agencia de Regulación de la Enseñanza; matrículas, admisiones y transporte escolar; financiación de los centros educativos; plan de estudios y cualificaciones (incluidos relaciones con la Ofqual); Agencia de Evaluación de educación primaria; rendición de cuentas e inspección educativa (incluyendo enlaces con la Ofsted); apoyo para a la infancia; normas de los centros educativos; escuelas de deporte; enseñanzas complementarias; absentismo y discriminaciones; objetivos educativos, planes de estudios y fomento de la calidad de la enseñanza. |
| Claire Coutinho MP | Subsecretario de Estado parlamentario para la Infancia y las Familias  | Cuidado y protección de la infancia, niños en acogimiento, adopción, cuidado de los egresados y de la autoridad local de rendimiento; necesidades educativas especiales, incluyendo necesidades de financiación; política de cuidado de niños, incluyendo la financiación, los proveedores, la mano de obra, los centros infantiles, el aprendizaje en el hogar y la defensa de los derechos del menor; suministros alternativos; desigualdades y la movilidad social (incluyendo enlaces a la Comisión de Movilidad Social); la escuela de alimentos, incluyendo las comidas escolares gratuitas; los niños y la salud mental de los jóvenes, la seguridad en línea y la prevención de la intimidación en las escuelas; política para proteger contra las formas graves de violencia.                                                            |
| Robert Halfon      | Subsecretario parlamentario de Estado para la Formación y Capacitación | Estrategia para la educación post-16 (conjuntamente con el ministro de Estado para las Universidades); educación técnica y habilidades, incluyendo los Niveles de T y calificaciones de la revisión; los aprendizajes, incluyendo los periodos de prácticas; además de la educación de la fuerza laboral; mayor proveedor de educación de mercado, incluyendo la calidad y mejora de la educación y a su vez la eficiencia; la educación de adultos, incluyendo el programa Nacional de Reconversión Esquema y habilidades básicas; Institutos tecnológicos y Colegios Nacionales; la reducción del número de jóvenes que no están en la educación, el empleo o la formación; las carreras de educación, información y orientación, incluyendo las Carreras y de la Empresa.                                                                      |
| Baronesa Barran    | Subsecretario de Estado parlamentario para el Sistema Escolar          | las escuelas libres, de la universidad técnica de las universidades y de las escuelas del estudio; academias y multi-academia de fideicomisos, incluyendo la gobernanza; la fe en las escuelas; escuelas independientes; la educación en el hogar y complementario de las escuelas; la intervención en las escuelas de bajo rendimiento, incluyendo la confianza de la capacidad de los fondos; la escuela de inversión de capital (incluyendo el alumno en lugar de la planificación de nuevas plazas escolares y la escuela condición); contrarrestar el extremismo y la integración en las escuelas; la salvaguardia en las escuelas y post-16 configuración; la escuela de la eficiencia; la eficiencia del departamento y comercial |

## Departamento ministerial
El consejo de administración se compone de:
- Secretario permanente – Susan Acland de la Campana desde el 1 de septiembre de 2020[3]
- El director general, de Atención Social, la Movilidad y la Desventaja – Indra Morris
- Director general de Educación Superior y complementaria de Grupo – Paul Kett
- Director general, a Principios de los Años y de las Escuelas – Andrew McCully
- El Jefe Del Ejecutivo, La Educación Y Habilidades De La Agencia De Financiación – David Withey

Los no-miembros de la junta ejecutiva:
- Marion Plant OBE, el director general de la Midland Academias de la Confianza y la Principal
- La baronesa Ruby McGregor-Smith CBE; el Exjefe Ejecutivo de Mitie Grupo
- Ian Ferguson CBE; hombre de negocios

## Ubicaciones
A 2016  de agosto del  02, the DfE has five main sites:
- Sanctuary Buildings, Great Smith Street, London
- Piccadilly Gate, Manchester
- 2 St Paul's Place, Sheffield
- Bishops Gate House, Darlington
- Cheylesmore House, Coventry

## Agencias y organismos públicos

### Agencias

#### Educación y Habilidades para la Financiación de la Agencia
La Educación y las Habilidades de la Agencia de Financiación (ESFA) fue formado el 1 de abril de 2017, tras la fusión de la Agencia de Financiamiento de la Educación y las Habilidades de los organismos de Financiación. Anteriormente, la Agencia de Financiamiento de la Educación (EPT) fue responsable de la distribución de la financiación por el estado de la educación en Inglaterra para 3-19 años de edad, así como la gestión de las fincas de las escuelasy colegios y las Habilidades de la Agencia de Financiación fue el responsable de la financiación de la formación de habilidades para la educación en Inglaterra y en funcionamiento el Servicio Nacional de Aprendizaje y el Nacional del Servicio de Carreras profesionales. El EPT se formó el 1 de abril de 2012, por reunir las funciones de los dos organismos públicos no departamentales, los Jóvenes de Aprendizaje de la Agencia y de las Asociaciones de las Escuelas. El SFA se formó el 1 de abril de 2010, tras el cierre de la de Aprendizaje y las Habilidades de Consejo. Eileen Milner es el organismo del Jefe del Ejecutivo.

#### Colegio nacional para la Enseñanza y el Liderazgo
El Colegio Nacional para la Enseñanza y el Liderazgo (NCTL) es responsable de administrar la formación de nuevos y existentes de los profesores en Inglaterra, así como la regulación de la profesión de la enseñanza y ofrece a los directores, líderes de la escuela y senior de servicios para los niños de los líderes de oportunidades para el desarrollo profesional. Fue creado el 1 de abril de 2013, cuando la Enseñanza de la Agencia (que sustituye a la Formación y la Agencia de Desarrollo para las Escuelas y partes del Consejo General de Enseñanza de Inglaterra) se fusionó con el Colegio Nacional de Liderazgo de la Escuela. 
El Colegio Nacional para la Enseñanza y el Liderazgo fue reemplazado por el Departamento para la Educación y la Enseñanza de la Regulación de la Agencia en abril de 2018.

#### Pruebas y estándares de la Agencia de
Las Pruebas y Estándares de la Agencia (STA) es responsable del desarrollo y la entrega de todas las evaluaciones para los alumnos de la escuela en Inglaterra. Fue formado el 1 de octubre de 2011 y asumió las funciones de las Cualificaciones y de la Agencia de Desarrollo Curricular. El personal está regulada por los exámenes regulador, Ofqual.

### Los organismos públicos
El DfE también es apoyado por 10 organismos públicos:
| Non-ministerial departments              | Ofqual; Ofsted |
| Executive non-departmental public bodies | Equality and Human Rights Commission; Higher Education Funding Council for England; Office for Fair Access; Office of the Children's Commissioner; Student Loans Company |
| Advisory non-departmental public bodies  | School Teachers' Review Body |
| Other                                    | Office of the Schools Adjudicator |

## Descentralización
Las políticas de  educación, de juventud y de infancia están descentralizadas en Reino Unido. El departamento principal de la desconcentración de las contrapartes son como sigue:
Escocia
- Gobierno de Escocia – Aprendizaje y la Justicia Direcciones

Irlanda del Norte
- Departamento de Educación
- Oficina ejecutiva (niños y jóvenes)[13]

Gales
- Gobierno de Gales – Departamento para Educación y Habilidades[14]

## Plan de Estudios 2014
El Departamento de Educación publicó un nuevo plan nacional de estudios para las escuelas de Inglaterra en el mes de septiembre de 2014, que incluye la materia de Informática. Michael Gove, en su discurso de 2012, justificó la desaparición de la materia de las Tecnologías de Información y Comunicación (TIC) reemplazada por la Informática. Con el nuevo plan de estudios, se han ofrecido materiales confeccionados por editoriales y que han sido redactados con el fin de apoyar a los no especialistas, al profesorado en general, por ejemplo, "100 Clases de Computación", de Scholastic Corporation.

## Post-16 área de comentarios
En 2015, el Departamento de Educación anunció una reestructuración importante de la educación complementaria, en especial para jóvenes de 16 o más años. En 2018, el Departamento de Educación confirmó su compromiso de buscar acuerdos con el sector privado y comunitario.